# Белославець
Белославець (хорв. Beloslavec) — населений пункт у Хорватії, у Загребській жупанії у складі громади Бедениця.

## Населення
Населення за даними перепису 2011 року становило 263 осіб.
Динаміка чисельності населення поселення:

## Клімат
Середня річна температура становить 10,14 °C, середня максимальна – 24,00 °C, а середня мінімальна – -5,92 °C. Середня річна кількість опадів – 902 мм.
| Клімат поселення                              | Клімат поселення | Клімат поселення | Клімат поселення | Клімат поселення | Клімат поселення | Клімат поселення | Клімат поселення | Клімат поселення | Клімат поселення | Клімат поселення | Клімат поселення | Клімат поселення | Клімат поселення |
| Показник                                      | Січ.             | Лют.             | Бер.             | Квіт.            | Трав.            | Черв.            | Лип.             | Серп.            | Вер.             | Жовт.            | Лист.            | Груд.            |                  |
| Середній максимум, °C                         | 5,73             | 7,56             | 11,89            | 16,11            | 20,96            | 24,00            | 23,37            | 22,82            | 18,92            | 13,88            | 8,30             | 4,33             |                  |
| Середня температура, °C                       | −0,1             | 1,74             | 6,07             | 10,27            | 15,16            | 18,16            | 19,82            | 19,30            | 15,37            | 10,34            | 4,76             | 0,80             |                  |
| Середній мінімум, °C                          | −5,92            | −4,08            | 0,24             | 4,44             | 9,32             | 12,34            | 16,29            | 15,75            | 11,84            | 6,82             | 1,23             | −2,73            |                  |
| Норма опадів, мм                              | 47               | 48               | 60               | 70               | 78               | 102              | 86               | 90               | 85               | 86               | 86               | 64               |                  |
| Середньомісячна швидкість вітру, м/с          | 1.93             | 2.13             | 2.51             | 2.42             | 2.31             | 2.02             | 2.00             | 1.81             | 1.82             | 1.90             | 2.01             | 2.00             |                  |
| Середньомісячна сонячна радіація, кДж/м²·день | 4110             | 6852             | 10500            | 14866            | 18984            | 20802            | 21583            | 18916            | 14022            | 8723             | 4565             | 3291             |                  |
| --------------------------------------------- | ---------------- | ---------------- | ---------------- | ---------------- | ---------------- | ---------------- | ---------------- | ---------------- | ---------------- | ---------------- | ---------------- | ---------------- | ---------------- |
| Джерело:                                      |                  |                  |                  |                  |                  |                  |                  |                  |                  |                  |                  |                  |                  |